# Беларус (трактор)
Вижте пояснителната страница за други значения на Беларус.
„Беларус“ („Белару̀сь“) са четириколесни трактори, произвеждани от 1950 г. в Минския тракторен завод (МТЗ) в Минск, Беларус — един от най-големите производители на трактори в света.
Тракторите „Беларус“ са особено популярни в бившия Съветски съюз. Могат да се използват при различни климатични условия и в различни сектори като например земеделие, горско стопанство и строителство. Продуктите на МТЗ са използвани или се използват в над 100 държави и 7-8% от световното производство на трактори се осъществява там.
След като Беларус става независима през 1991 г., тракторите са преименувани от „Белару̀сь“ на „Беларус“.
Най-известните модели „Беларус“ са МТЗ-50 (произвежда се от 1961), МТЗ-80 (произвежда се от 1974) и МТЗ-1221 (от 1986).